# Nasib bey Yusifbeyli
Nasib Yusif oglu Yusifbeyli (5. července 1881 Gandža - 31. května 1920 Kürdəmir, Ázerbájdžán) byl ázerbájdžánský publicista, politik a státník, významná postava v Ázerbájdžánské demokratické republiky.

## Životopis
Narodil ve městě Gandža v roce 1881. Středoškolské vzdělání získal na gymnáziu v Gandže. V roce 1902 nastoupil na Právnickou fakultu Císařské univerzity v Oděse, ale univerzitu nemohl dokončit. Poté, co carská vláda dočasně zavřela univerzitu ze strachu z revolucionářských aktivit studentů, odešel do Bahchesaraje (Krym), kde si našel práci v novinách Tercuman Ismaila Gaspiraliho.
V roce 1908 se přestěhoval do Istanbulu, kde pokračoval v práci publicisty a také založil „Turecké sdružení“. Oženil se s Shafigou Soltan khanum, dcerou Ismaila Gaspiraliho a usadil se v Istanbulu. V roce 1909 se vrátil do Gandži, kde pracoval v městské radě. V roce 1911 psal články pro časopis „Molla Nasreddin“ a jiné noviny, úzce se podílel na aktivitách „Muslimské charitativní společnosti“, „Společnosti školství muslimů“ a „Společnosti herců“. V té době se seznámil s Mammadem Aminem Rasulzadem a začal se zajímat o politiku.
V březnu 1917 založil spolu se svými příbuznými tzv. "Tureckou stranu národních federalistů" v Gandže. Hlavním cílem nově vytvořené strany byla národně územní autonomie Ruského impéria. V červenci 1917 se tato strana pod vedením Mammada Amina Rasulzada spojila s "Muslimskou demokratickou musavatskou stranou" a získala jméno "Musavat". V programu byl ovšem zachován hlavní požadavek nacionalistických federalistů, národně územní autonomie Ruského impéria. Po zvolení Mammada Amina Rasulzada na pozici předsedy ústředního výboru strany Musavat se Nasib bey Yusifbeyli stal vedoucím strany v Gandže. Poté, co se v roce 1917 dostali v Rusku k moci bolševici, změnila strana svůj program a začala požadovat úplnou nezávislost Ázerbájdžánu.
Byl členem Transkavkazského sejmu, ministrem školství v Transkavkazské federativní vládě, ministrem školství ve vládě Ázerbájdžánské demokratické republiky od 28. května 1918 do března 1919, premiérem od března 1919 do března 1920 a také ministrem vnitra od 16. června 1919 do 22. prosince 1919. Po okupaci Ázerbájdžánu Sovětským svazem v roce 1920 a ustavení komunistického režimu, opustil Baku, aby unikl stíhání, přesto byl 31. května 1920 ve vesnici Garkun v Kurdamiru zadržen a zavražděn.

## Rodina
Měl rodinu s Shafigou Gasprinskayou, dcerou Ismaıla Gasprinského.

## Gallery

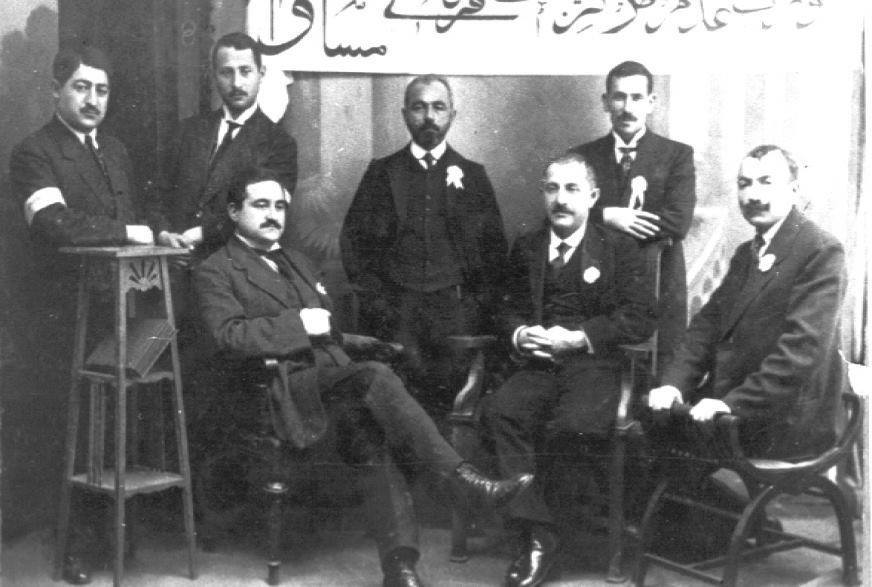
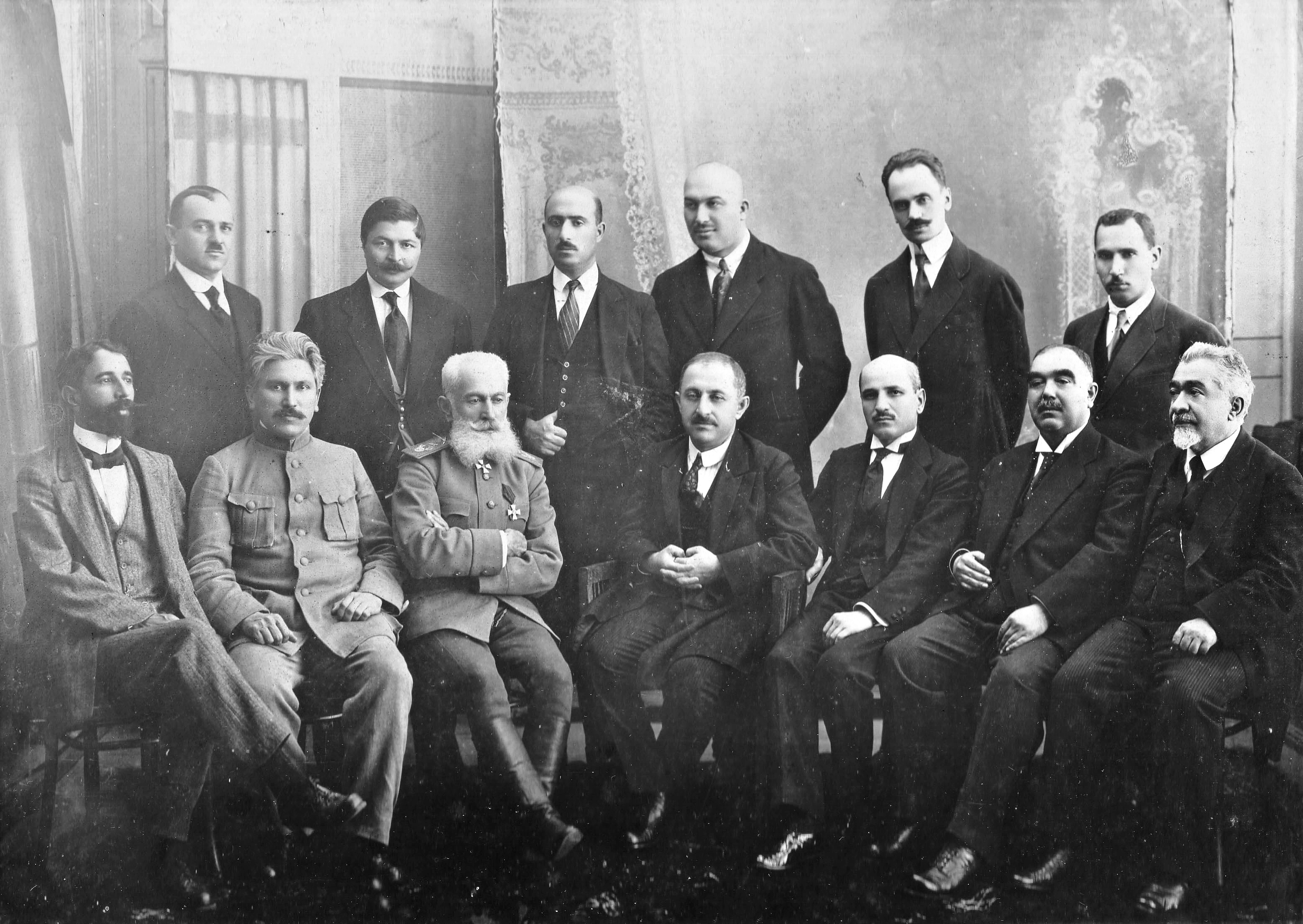